# Quai de Valmy
Quai de Valmy (nábřeží Valmy) je nábřeží v Paříži. Nachází se v 10. obvodu. Nábřeží je pojmenované podle francouzského města Valmy, u kterého se 20. září 1792 odehrála bitva, ve které Francie porazila Prusko.

## Poloha
Nábřeží vede podél celého pravého, západního břehu kanálu Saint-Martin. Začíná na křižovatce s ulicí Rue du Faubourg-du-Temple, kde se vodní kanál vynořuje z podzemí, a končí u křižovatky s ulicí Rue La Fayette. Vede ve směru z jihu na sever.

## Významné stavby
- Novogotický kostel svatého Josefa
- Otáčivý most Grange-aux-Belles